# Излив крви у зглоб
Излив крви у зглоб или хемартроза један је од болести коштано-зглобног система која може да буде последица повреде, али и обољења синовије зглоба, инфекције и других обољења (нпр хемофилије). 
Крварење може настати у било ком зглобу, а оштећен зглоб најчешће постаје место понављаних крварења.

## Етиопатогенеза
Излив крви у зглоб се бично јавља након повреде, али код пацијената са предиспозицијом за крварење, као што су 
- Лечења варфарином или другим антикоагулансима
- Хемофилија.
- Компликације артропластике коленог зглоба.[тражи се извор]
- Хеморагични синдром код Кримско-конго хеморагичне грознице, што указује на вирусни узрок крварења у зглобном простору.[1][2]

## Клиничка слика
Код умерене хемофилије која је један од најчешћих узрока крварења у зглобу, крварења почињу са пузањем и ходањем детета, а блага хемофилија се обично дијгностификује нешто касније. 
Болесници са тешком хемофилијом крваре најчешће у велике зглобове, као што су кукови, колена, стопала, лактови, рамена и зглобови ручја. 
У захваћеном глобу настаје бол, ограниченост покрета, оток или потпуна непокретност зглоба. 

## Дијагноза
Излив крви у зглоб се дијагностикује физичким прегледом, лабораторијским анализама  и сликовним тестовима:
Физички преглед је први корак, током кога се уочав а да су зглобови пацијента деформисани и и савијени, као и да постоји могући губитак функционисања.
Анализа синовијалне течности једна је од метод за дијагнозу излив крви у зглоб. Она укључује пункцију зглоба малом иглом која се убацује у зглобну шупљину да би се из ње аспирирао течни садржај зглоба. Црвенкаста нијанса узорка је индикација присуства крви у зглобу 
Сликовни тестови обухватају  магнетну резонантну томографију (МРТ) ултразвук и рендген, који дају боље о стању и информације о запаљењу зглоба. Иако је МРТ супериоран метод за ову процену, користе се и друге методе. Тако нпр. педијатријски радиолози за откривање и квантификацију хемофилне артропатије код деце уместо МРТ користе HEAD-US бодовни систем за процену ултразвучног налаза.
- Радиографски налаз крварења у коленом зглобу у два правца
- Радиографски налаз крварења у зглобу колена - спреда
- Радиографски налаз крварења у зглобу колена - са стране

## Терапија
Активан одмор може помоћи у заустављању крварења, уз обавезну употребу штака како би се помогло захваћени зглобу да се одмори. Лекар може препоручити и ограничити време одмарања зглоба, јер суги периоди без покрета може изазвати проблеме као што је контрактура мишића (скраћивање).
Могу се применити лекови за побољшање згрушавања ако је узрок болести хемофилију.
Ако су хемартрозу изазвали разређивачи крви, може се променити дозу лека  (јер изненадно заустављање може бити опасно по живот) или се  престаје са применом лекова док се способност згрушавања крви не побољша.
Хируршка интервенција се може користити за уклањање згрушане крви из зглоба или кости у близини захваћеног зглоба.
Замена зглоба може бити потребна ако други третмани не дају резуктате. Цео или део зглоба се замењује вештачким зглобом током операције.
Од лекова могз се применити:
- Транексамска киселина

- Циклокапрон

- Золадек

- Хискон

- Декстран 70 6% у 5% декстрози

## Компликације
До 25% свих тешких повреда лигамента или капсуле колена које доводе до крварења у зглобу су повезане са оштећењем зглобне хрскавице што може довести до прогресивног дегенеративног артритиса.